# Télisásos láprét

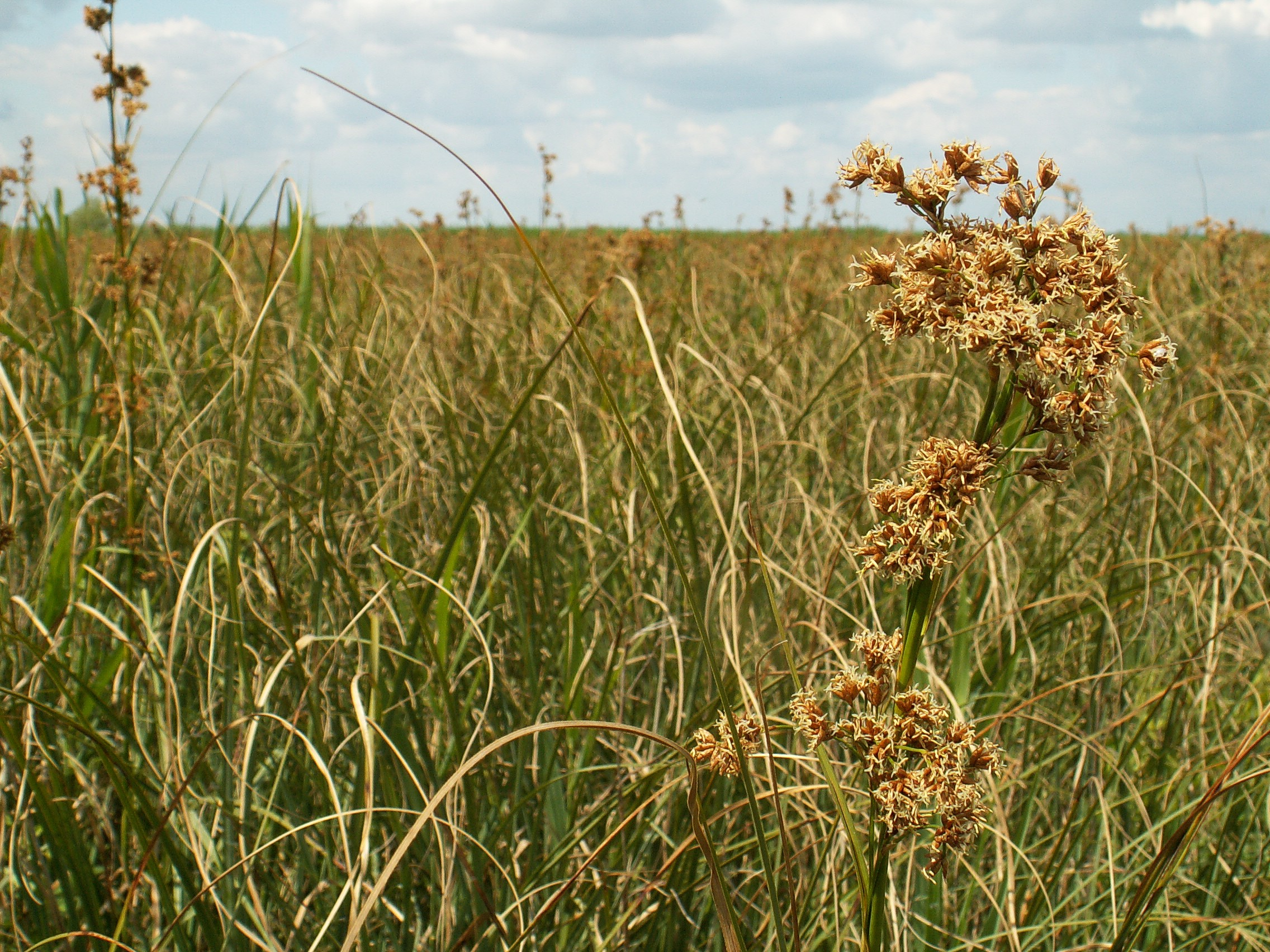
Téli sás (Cladium mariscus)

A télisásos láprét (Cladio marisci-Schoenetum nigricantis Soó 1930), illetve Cladio-Schoenetum az üde mészkedvelő rétlápok (Caricion davallianae) társulástani csoportjának egyik növénytársulása. Egyes szerzők szerint nem önálló társulás, hanem a csátés láprét szubasszociációja, aminek helyzete egyfajta átmenet a nádasok (Phragmition) és az üde láprétek (Caricion davallianae) között.

## Kialakulása, elterjedése
Általában mélyebb térszínen, nedves körülmények között, vastag, vízzel átitatott, meszes nád- és sástőzegen alakul ki a szukcesszió korai fázisában. Magyarországon főleg az ország nyugati és középső részén, a síkságokon és dombvidékeken maradt fenn szórványosan:
- Hanságon,
- Győr közelében a Duna árterén,
- Duna–Tisza közén a Turján-vidéken,
- Óbudán,
- Rákos mezején,
- Mezőföldön a Velencei-tó partvidékén,
- Fonyódi-berekben,
- Tapolcai-medencében,
- Zalai-dombság északi részén.

## Megjelenése, fajösszetétele
Viszonylag fajszegény. Állományait a névadó éles télisás (Cladium mariscus) uralja; mellette ugyancsak zsombékol a kormos csáté (Schoenus nigricans). Kétszintű: az 1–1,5 m magas felső szintben a télisás, az alsó, 20–60 cm magas szintben a kormos csáté zsombékjaival.
A rétet időszakosan elöntő vízben jelentős szerephez jutnak a lebegő hínárok. További, gyakori fajok:
- muharsás (Carex panicea),
- mocsári kosbor (Orchis laxiflora ssp. palustris),
- vízi menta (Mentha aquatica),
- réti füzény (Lythrum salicaria),
- fehér tippan (Agrostis stolonifera),
- lápi galaj (Galium uliginosum),
- fehér májvirág (Parnassia palustris),
- iszapsás (Carex oederi),
- gázló (Hydrocotile vulgaris) — igen ritka.

## Életmódja, termőhelye
A szukcesszió korai fázisára jellemző. Az egyes élőhelyek annyira kicsik, hogy a műholdas felvételeken nem vehetők ki.